# Жозе Кардозу Піріш
Жозе́ Кардо́зу Пірі́ш (порт. José Cardoso Pires; *2 жовтня 1925, Сан-Жуан-ду-Пезу, Віла-де-Рей, Португалія — †26 жовтня 1998, Лісабон) — португальський письменник; автор оповідань, романів, п'єс та політичної сатири. 

## З життя і творчості

### Ранні роки
Піріш народився в португальському селі Сан-Жоао-ду-Песо, що розташоване в окрузі Каштелу-Бранку біля кордону з Іспанією. Його батько був на торговому флоті, а мати — домохазяйкою.  
Вивчав математику в Лісабонському університеті, де й опублікував свою першу новелу. Він залишив університет, щоб приєднатися до португальських ВМС, звідки за якийсь час був звільнений з дисциплінарних причин.  
На його літературну творчість сильно вплинув Лісабон, вулиці якого дуже докладно описані в його романах та новелах. 
Деякі члени його родини по батьковій лінії іммігрували до США. Піріш орієнтувався більшою мірою на американський стиль писання тоді, як у цілому португальська література тяжіла до літературних тенденцій, що з'являлись і розвивались у Франції, а також традиційно в дечому черпаючи з північно-східного бразильського регіоналізму. 
У документальному фільмі, створеному для португальського телебачення, Піріш зізнався в тому, що коли ще у дитинстві переглянув першу кінострічку, це змінило його життя. Він переказував сюжети фільмів своїм одноліткам у школі. За словами автора, це й допомогло сформувати власну оповідальницьку манеру. Він також розповів про роль кіноклубів (cineclubes) у тогочасній Португалії, для себе особисто зокрема, — ці переважно лівацьки настроєні об'єднання громадян «сприяли політичній та соціальній освіті багатьох людей». 

### Письменницька кар'єра
Після свого перебування у військово-морському флоті Португалії Жозе Піріш почав працювати журналістом і присвятив себе літературній діяльності. Він заробив репутацію автора, який зумів примирити популярність з критикою. 
Один з найвідоміших його творів — роман під назвою «Дельфін» (O Delfim), опублікований у 1968 році. 
У 1991 році він був відзначений Премією Латинської спілки за внесок у літературу. 
Роман «З глибин» (De Profundis) 1997 року був написаний Пірішом після перенесеної 2-ма роками раніше хвороби на ішемію мозку. Того ж року він став першим романістом, якому присудили Премію Пессоа, одну з найвизначніших у галузі культури в Португалії. 
Твори письменника, як одного з найвідоміших португальських літераторів ХХ століття, декілька разів екранізували.   

## Екранізації
- O Delfim (режисер Fernando Lopes)
- Balada da praia dos cães (режисер José Fonseca e Costa)
- Casino Oceano, адаптація новели Week-End (режисер Lauro António)
- A Rapariga dos Fósforos, адаптація оповідання Dom Quixote, as Velhas Viúvas e a Rapariga dos Fósforos (режисер Luís Galvão Teles)
- Ritual dos Pequenos Vampiros, адаптація новели Jogos de Azar (режисер Eduardo Geada)

## Нагороди
Безпосередньо авторові
- Prémio Internacional União Latina, Рим, 1991
- Astrolábio de Ouro do Prémio Internacional Ultimo Novecento, Піза, 1992
- Prémio Bordalo de Literatura da Casa da Imprensa, 1994
- Prémio Bordalo de Literatura da Casa da Imprensa, 1997
- Премія Пессоа, 1997
- Grande Prémio Vida Literária da Associação Portuguesa de Escritores, 1998

За окремі твори
- Премія Каміло Кастело Бранко Португальського Товариства письменників, 1964, за «Гість Йова» (O Hóspede de Job)
- Grande Prémio de Romance e Novela Асоціації португальських письменників, 1982, за Balada da Praia dos Cães
- Спеціальна премія Асоціації критиків Бразилії (Prémio Especial da Associação dos Críticos do Brasil), Сан-Паулу, 1988, за Alexandra Alpha
- Премія Дініша Фонду Будинку Матеуша (Fundação Casa de Mateus), 1997, за De Profundis, Valsa Lenta
- Prémio da Crítica do Centro Português da Associação Internacional de Críticos Literários, 1997, за De Profundis, Valsa Lenta